# Ånstad
Ånstad est une localité du comté de Troms, en Norvège.

## Géographie
Administrativement, Ånstad fait partie de la kommune d'Ibestad.